# Ulica Powstania Styczniowego w Choroszczy
Ulica Powstania Styczniowego – reprezentacyjna ulica Choroszczy, na osiedlu Wichrowe Wzgórza.

## Przebieg
Rozpoczyna się na skrzyżowaniu z ulicą Sienkiewicza i kończy się na skrzyżowaniu z ulicą Mickiewicza. Krzyżuje się z ulicami: Sportowa, Akacjowa, Klonowa, Świerkowa, Brzozowa.

## Historia
Dość długo funkcjonowała jako polna droga. Gdy po jednej ze stron powstało osiedle bloków, nadano jej nazwę Feliksa Dzierżyńskiego. W 1990 roku Komitet Obywatelski i Towarzystwo Przyjaciół Choroszczy wysunęło propozycję zmiany nazwy ulicy do Rady Miejskiej. W zdecydowano się na tę drugą nazwę. Rada Gminy i Miasta podjęła uchwałę o zmianie z ul. Dzierżyńskiego na ul. Powstania Styczniowego.
WW

## Otoczenie
- Przedszkole Samorządowe w Choroszczy im. Jana Pawła II
- Szkoła Podstawowa w Choroszczy im. Henryka Sienkiewicza
- Zespół Szkół w Choroszczy 
  - Publiczne Gimnazjum im. kardynała Stefana Wyszyńskiego
  - Liceum Ogólnokształcące
- Apteka